# Hôpital de la Cavale Blanche
L’hôpital de la Cavale Blanche est un des sites du CHU de Brest.

## Historique
En 1975, l'idée émerge de construire un nouveau site du CHU de Brest sur un terrain de 22 ha à la Cavale Blanche, afin désengorger la cité hospitalière du centre-ville, notamment l'hôpital Morvan. L’hôpital de la Cavale Blanche fut conçu par l'architecte Henri Chauvet à partir de 1983 et construit entre 1991 et 1995, pour un budget de 580 millions de francs pris en charge à 40% par l’État et à 60% par le CHRU. Il ouvre le 8 janvier 1996,.
Depuis la création de l’hôpital, de nouveaux bâtiments ont vu le jour. Le 18 janvier 2021 son nouveau centre de chirurgie ambulatoire (CCA) ouvre ses portes.
Le vendredi 5 avril 2024, l'hôpital inaugure le nouvel institut de cancérologie et d'imagerie (ICI) en présence de la ministre de la santé, Catherine Vautrin,. Cet institut au proportions impressionnantes est rendu possible par un investissement de près de 105 millions d'euros. Il se spécialise dans la prise en charge et le traitement du cancer, et regroupe les pôles de médecine nucléaire et de radiothérapie anciennement situés à l'hôpital Morvan avec le service de médecine nucléaire de la Cavale Blanche, qui déménage du sous-sol de ses premiers bâtiments. Une partie de l'hospitalisation des malades cancéreux déménage également de Morvan à l'ICI.

## Architecture
De conception moderne, il est essentiellement construit en béton.

## Accès et transports
Bus 1 10